# Don Tregonning
Donald Philip Tregonning (26. november 1928 – 14. september 2022) var en australsk tennisspiller og træner. Han var semifinalist i mixeddouble ved de australske mesterskaber i 1953 og kvartfinalist i herredouble ved de australske mesterskaber i 1949 og 1953.
Tregonning var dansk Davis Cup-træner og træner for Wimbledon-finalisten Kurt Nielsen. Hans andre elever inkluderer Wimbledon-damedoublemesteren Angela Buxton og Ashleigh Bartys træner, Craig Tyzzer.
Tregonning spillede i en berømt Australian Open-kamp, hvor dommeren tog afsted til middag.
Ved Queen's Birthday Honours i 2019 modtog Tregonning Medal of the Order of Australia.